# Toxabramis nhatleensis
Toxabramis nhatleensis är en fiskart som beskrevs av Nguyen, Tran och Ta 2006. Toxabramis nhatleensis ingår i släktet Toxabramis och familjen karpfiskar. IUCN kategoriserar arten globalt som otillräckligt studerad. Inga underarter finns listade i Catalogue of Life.